# Itajuípe
Itajuípe este un oraș în statul Bahia (BA) din Brazilia.